# Urs Rohner

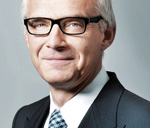
Urs Rohner (2008)

Urs Rohner (* 1. Dezember 1959 in Zürich; heimatberechtigt in Zürich und Zollikon) ist ein Schweizer Wirtschaftsjurist und Manager. Er war von 2011 bis 2021 Verwaltungsratspräsident der Grossbank Credit Suisse. Von 2000 bis 2004 war er Vorstandsvorsitzender der ProSiebenSat.1 Media.

## Leben
Von 1978 bis 1983 studierte Rohner Rechtswissenschaften an der Universität Zürich. Anschliessend war er von 1983 bis 1988 für die Zürcher Anwaltskanzlei Lenz & Staehelin und von 1988 bis 1989 für die New Yorker Anwaltskanzlei Sullivan & Cromwell tätig. Ab 1989 war er wieder bei Lenz & Staehelin beschäftigt,  von 1992 bis 1999 als Partner.
In Nachfolge von Georg Kofler wurde Rohner am 1. Februar 2000 Vorstandsvorsitzender von ProSieben. Unter Rohners Leitung fand unter anderem die Fusion von ProSieben und Sat.1 zur ProSiebenSat.1 Media AG statt. Von Oktober 2000 bis zum 30. April 2004 war er Vorstandschef der ProSiebenSat.1 Media AG.
Ab 1. Juni 2004 gehörte Rohner als Group General Counsel und Leiter des Group Corporate Center der Geschäftsleitung der Credit Suisse Group an, von seinem Mentor, dem CS-Verwaltungsratspräsidenten Walter Kielholz, als künftiger CEO ausersehen. Bankchef Oswald Grübel warnte aber davor, einen Juristen ohne Erfahrung im Investment-Banking als seinen Nachfolger einzusetzen. Ab 2007 führte der amerikanische Investment-Banker Brady Dougan die Credit Suisse Group, und Rohner wechselte 2009 in den Verwaltungsrat, vorerst als Vizepräsident, da die Eidgenössische Finanzmarktaufsicht Finma den direkten Wechsel aus der Geschäftsleitung ins Verwaltungsratspräsidium nicht zuliess.
Am 29. April 2011 übernahm Rohner an der Generalversammlung der Credit Suisse Group vom abtretenden Hans-Ulrich Doerig das Vollamt des Verwaltungsratspräsidenten. Er musste also den CEO Brady Dougan beaufsichtigen, «ein Kardinalfehler aus dem Lehrbuch», wie der Journalist Dirk Schütz erkannte: Der Verwaltungsratspräsident war Chef eines Mannes, «dessen Job er selbst nicht bekommen hatte». Er hatte deshalb das von Dougan noch ausgebaute Investment-Banking mit seinen Risiken und seinen Boni nie im Griff.
Die Credit Suisse Group überstand die Finanzkrise 2007/08 ohne Staatshilfe, aber sie geriet danach in der Amtszeit von Rohner aufgrund ihrer schwachen Aufsicht immer wieder in Skandale, ohne dass der Verwaltungsrat die Verantwortung dafür übernahm. 2014 musste die Credit Suisse in den USA wegen der Beihilfe zur Steuerhinterziehung eine Rekordbusse von 2.6 Milliarden Franken bezahlen. Rohner, der als Rechtschef seit 2004 die Verantwortung trug, sagte dazu in einem Interview mit dem Schweizer Radio: «Persönlich haben wir sicher eine weisse Weste. Eine andere Frage ist die der Bank.»
2013 gewährte die Credit Suisse der Regierung von Mosambik einen Kredit von einer Milliarde Dollar für angebliche Entwicklungsprojekte, das Geld verschwand aber aufgrund von Korruption ergebnislos. Die Grossbank bezahlte wegen ihrer mangelnden Aufsicht eine Busse von 475 Millionen Dollar. Ab 2017 vertraute sie dem australischen Geschäftsmann Lex Greensill, der mit seinen Fonds Lieferketten finanzierte. Vier dieser Fonds mit insgesamt zehn Milliarden Dollar an Kundengeldern musste die Grossbank im März 2021 schliessen. Die Rechtsstreitigkeiten um die Verluste laufen immer noch, die Finma rügte die Bankführung nach dem Abschluss ihres Verfahrens am 28. Februar 2023 scharf. Und Anfang 2021 verliess sich die Grossbank auf den vorbestraften südkoreanischen Investor Bill Hwang, der mit seinem Hedge-Fund Archegos in New York gewaltige Wetten an der Börse einging. Wenige Wochen später brach der Fonds nach einem Rekordverlust von zehn Milliarden Dollar innert zehn Tagen zusammen. Weil die Credit Suisse das Risiko als letzte Bank erkannte, verlor sie fünf Milliarden Dollar.
An der virtuell durchgeführten Generalversammlung 2021 verzichtete der Verwaltungsrat deshalb darauf, die Décharge-Erteilung zu traktandieren. Sie wurde an der Generalversammlung 2022 mit 60 Prozent der Stimmen abgelehnt, der Verwaltungsrat könnte deshalb immer noch zur Verantwortung gezogen werden. Rohner sagte an der Generalversammlung 2021 als abtretender Verwaltungsratspräsident dazu nur: «Wir haben unsere Kundinnen und Kunden enttäuscht. Und dies leider nicht zum ersten Mal. Dafür entschuldige ich mich.»
In seiner zwölfjährigen Amtszeit als oberster Verantwortungsträger der Grossbank bezog Rohner 53 Millionen Franken, davon 26 Prozent, den geringsten Anteil aller Verwaltungsratsmitglieder, in Aktien, wie das Wirtschaftsmagazin Bilanz errechnete. Derweil sank der Aktienkurs von fast 60 unter 10 Franken. Als kurzzeitiger Verwaltungsratspräsident folgte auf ihn António Horta-Osório, früherer CEO der Lloyds Banking Group.
Rohner zog sich aus der Öffentlichkeit zurück und gab nur dem Journalisten Res Strehle im Herbst 2022 ein Interview, aus dem jedoch nicht zitiert werden durfte. Er führt die Consulting-Firma U. Rohner & Co. AG im Zürcher Seefeld und gründete den Start-up Vega Cyber Associates, der Lösungen für Cyber-Security entwickelt, sowie mit dem Goldhändler Ashraf Rizvi die Gilded Switzerland AG für «die Abwicklung von Geschäften im Bereich des Kaufs und Verkaufs von physischen Edelmetallen und die Erbringung von damit zusammenhängenden Dienstleistungen». Diese Firma, mit Rohner im Verwaltungsrat, firmiert jetzt als Gilded Switzerland AG in Liquidation.
Aus dem «vernichtenden Urteil über Rohners Präsidialzeit» in den Untersuchungsberichten der Finma zu den Verlusten bei Archegos und zur Beschattungsaffäre um den ehemaligen CS-Banker Iqbal Khan schliesst der Bilanz-Chefredaktor Dirk Schütz, ohne Verschleppung der Verfahren hätte die Finma ein Berufsverbot aussprechen können: «Als sicher darf gelten: Im Bankgeschäft wird Rohner nicht mehr auftauchen.»

## Mandate
Rohner hat bzw. hatte verschiedene Mandate inne:
- Mitglied des International Advisory Board von Investcorp in Bahrain (seit 2021)[19]
- Mitglied des Security Advisory Council des World Jewish Congress (seit 2023)[20]
- Lucerne Festival, früheres Mitglied des Stiftungsrats (bis 2023)
- GlaxoSmithKline plc, früheres Mitglied des Verwaltungsrats (bis 2024)
- Schweizerisches Institut für Auslandforschung, früheres Mitglied des Kuratoriums
- Institut für Volkswirtschaftslehre der Universität Zürich, Mitglied des Beirats

Von 2005 bis 2014 war er Mitglied des Verwaltungsrats des Opernhauses Zürich. Als Präsident der Credit 
Suisse übte er folgende Ämter aus (Stand 7. April 2021):
- Schweizerische Bankiervereinigung, Vizepräsident
- Swiss Finance Council, Mitglied des Vorstands[21]
- Institute of International Finance, Mitglied des Verwaltungsrats
- European Banking Group, Mitglied
- European Financial Services Roundtable, Mitglied

## Persönliches
1981 und 1982 wurde Rohner Schweizermeister im 110-Meter-Hürdenlauf. Er ist mit Nadja Schildknecht liiert und hat mit ihr einen gemeinsamen Sohn (* 2008). Aus einer Ehe hat er drei Kinder. Er wohnt in Zumikon.